# Замедление времени

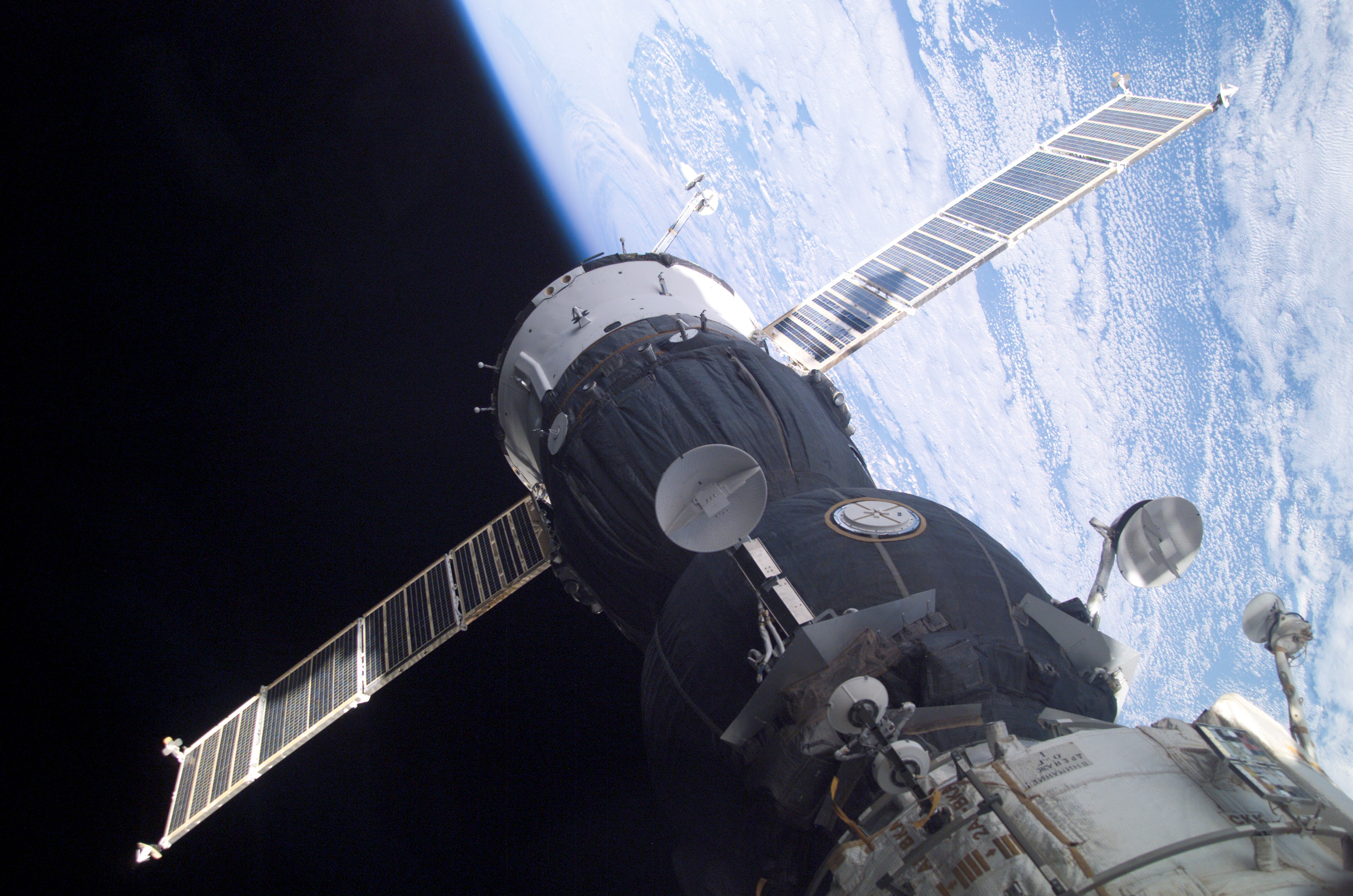
Замедление времени объясняет, почему пара исправных часов показывает разное время после разных ускорений. Например, на МКС время идет медленнее, с запаздыванием примерно на 0,01 секунды на каждые прошедшие на Земле 12 месяцев. Чтобы спутники GPS работали согласованно с системами на Земле, они должны быть отрегулированы согласно искривлению пространства-времени

Замедление времени — разница в затраченном времени, измеренная двумя часами, либо из-за того, что они имеют разную скорость относительно друг друга, либо из-за разницы в гравитационном потенциале между их местоположениями. После компенсации изменяющихся задержек сигнала из-за изменяющегося расстояния между наблюдателем и движущимися часами (эффект Доплера) наблюдатель будет измерять движущиеся часы как идущие медленнее, чем часы, которые находятся в покое в собственной системе отсчёта наблюдателя. Часы, которые находятся близко к массивному телу, будут показывать меньше прошедшего времени, чем часы, расположенные дальше от указанного массивного тела.

## Замедление времени при движении

Красные часы воспринимаются как замедленные в локальной системе отсчета синих часов (преувеличено)

Согласно специальной теории относительности в движущемся теле все физические процессы проходят медленнее, чем следовало бы для неподвижного тела по отсчётам времени неподвижной (лабораторной) системы отсчёта.
Релятивистское замедление времени проявляется, например, при наблюдении короткоживущих элементарных частиц, образующихся в верхних слоях атмосферы под действием космических лучей и успевающих благодаря ему достичь поверхности Земли.
Данный эффект, наряду с гравитационным замедлением времени учитывается в спутниковых системах навигации. Например, в GPS ход времени часов спутников скорректирован на разницу с поверхностью Земли, составляющую суммарно 38 микросекунд в день.
В качестве иллюстрации релятивистского замедления времени часто приводится парадокс близнецов.

### Движение с постоянной скоростью
Количественное описание замедления времени может быть получено из преобразований Лоренца:
{\displaystyle \Delta t={\frac {\Delta t_{0}}{\sqrt {1-v^{2}/c^{2}}}}},
где {\displaystyle \Delta t} — время, проходящее между двумя событиями движущегося объекта в неподвижной системе отсчёта, {\displaystyle \Delta t_{0}} — время, проходящее между двумя событиями движущегося объекта с точки зрения наблюдателя, связанного с движущимся объектом, {\displaystyle v} — относительная скорость движения объекта, {\displaystyle c} — скорость света в вакууме.
Аналогичное обоснование имеет эффект лоренцева сокращения длины.
Точность формулы неоднократно проверена на элементарных частицах, атомах и даже макроскопических часах. Первый эксперимент по измерению релятивистского замедления времени был выполнен Айвсом и Стилвеллом в 1938 году (см. эксперимент Айвса — Стилвелла) с помощью пучка молекулярных ионов водорода, движущихся со скоростью около 0,005 c. Относительная погрешность в этом опыте составляла около 1 %. Эксперименты такого типа неоднократно повторялись, и на 2017 год их относительная погрешность достигает нескольких миллиардных долей. Другой тип экспериментов по проверке релятивистского замедления времени стал возможен после открытия эффекта Мёссбауэра (резонансного поглощения гамма-квантов атомными ядрами без отдачи), позволяющего измерять с очень высокой точностью «расстройку» резонансной частоты ядерных систем. В экспериментах этого типа радионуклид (источник гамма-квантов) и резонансный поглотитель, фактически двое часов, помещаются соответственно в центре и на ободе вращающегося ротора. При неподвижном роторе резонансные частоты ядра-источника и ядра-поглотителя совпадают, гамма-кванты поглощаются. Когда ротор приводится в движение, из-за замедления времени на ободе частота линии поглощения уменьшается, и гамма-кванты перестают поглощаться. Эксперименты с мёссбауэровским ротором позволили проверить формулу релятивистского замедления времени с точностью порядка 0,001 %.
Наконец, выполнялись эксперименты и с перемещением макроскопических атомных часов (см. Эксперимент Хафеле — Китинга); как правило, в этом случае одновременный вклад в наблюдаемый эффект вносят как спецрелятивистское замедление времени, так и общерелятивистское гравитационное замедление времени в гравитационном поле Земли, если траектории сравниваемых часов проходят в областях с разным гравитационным потенциалом. Как уже сказано выше, эффект релятивистского замедления времени учитывается в часах спутниковых навигационных систем (GPS-Navstar, «ГЛОНАСС», «Бэйдоу», «Галилео» и т. д.), поэтому корректная работа таких систем является его экспериментальным подтверждением. Например, для спутников GPS релятивистский уход бортовых часов от земных часов в относительных единицах складывается главным образом из замедления бортовых часов на 2,5046·10−10, вызванного движением спутника относительно поверхности Земли (спецрелятивистский эффект, рассматривающийся в данной статье), и их ускорения на 6,9693·10−10, вызванного более высоким положением спутника в гравитационной потенциальной яме (общерелятивистский эффект); в целом эти два эффекта вызывают ускорение часов спутника GPS по отношению к земным часам на 4,4647·10−10. Поэтому бортовой синтезатор частоты спутников GPS изначально настроен на релятивистски смещённую частоту
f′ = (1 − 4,4647·10−10) · f = 10 229 999,99543 Гц,
чтобы для земного наблюдателя она была равна f = 10 230 000,00000 Гц.

### Замедление времени и инвариантность скорости света
Наиболее наглядно эффект замедления времени проявляется на примере световых часов, в которых импульс света периодически отражается от двух зеркал, расстояние между которыми равно {\displaystyle \textstyle L}. Время движения импульса от зеркала к зеркалу в системе отсчёта, связанной с часами, равно {\displaystyle \textstyle \Delta t_{0}=L/c}. Пусть относительно неподвижного наблюдателя часы двигаются со скоростью {\displaystyle \textstyle v} в направлении, перпендикулярном траектории светового импульса. Для этого наблюдателя время движения импульса от зеркала к зеркалу будет уже больше.

Световой импульс проходит в неподвижной системе отсчёта вдоль гипотенузы треугольника с катетами {\displaystyle \textstyle L=c\,\Delta t_{0}} и {\displaystyle \textstyle v\,\Delta t}. Импульс распространяется с той же скоростью {\displaystyle \textstyle c}, что и в системе, связанной с часами. Поэтому по теореме Пифагора:
{\displaystyle (c\,\Delta t)^{2}=(c\,\Delta t_{0})^{2}+(v\,\Delta t)^{2}.}
Выражая {\displaystyle \textstyle \Delta t} через {\displaystyle \textstyle \Delta t_{0}}, получаем формулу замедления времени.

### Движение с переменной скоростью
Если тело двигается с переменной скоростью {\displaystyle \textstyle \mathbf {v} (t)}, то в каждый момент времени с ним можно связать локально инерциальную систему отсчёта. Для бесконечно малых интервалов {\displaystyle \textstyle dt} и {\displaystyle \textstyle dt_{0}} можно использовать формулу замедления времени, полученную из преобразований Лоренца. При вычислении конечного интервала времени {\displaystyle \textstyle \Delta t_{0}}, прошедшего по часам, связанным с телом, необходимо проинтегрировать вдоль его траектории движения:
{\displaystyle \Delta t_{0}=\int \limits _{t_{1}}^{t_{2}}{\sqrt {1-\mathbf {v} ^{2}(\tau )/c^{2}}}\,d\tau .}
Время {\displaystyle \textstyle \Delta t_{0}}, измеренное по часам, связанным с движущимся объектом, часто называют собственным временем тела
. Оно совпадает с интервалом, проинтегрированным по мировой линии объекта (фактически с длиной мировой линии) в четырёхмерном пространстве-времени Минковского.
При этом замедление времени определяется только скоростью объекта, но не его ускорением. Это утверждение имеет достаточно надёжные экспериментальные подтверждения. Например, в циклическом ускорителе время жизни мюонов увеличивается в соответствии с релятивистской формулой. В эксперименте на ЦЕРНовском накопительном кольце (CERN Storage-Ring experiment) скорость мюонов составляла {\displaystyle \textstyle v=0{,}9994\,c}, и их время жизни увеличивалось в {\displaystyle \textstyle 1/{\sqrt {1-(v/c)^{2}}}\approx 29,33} раза, что в пределах относительной погрешности 2·10−3 совпадает с предсказанием специальной теории относительности. При 7-метровом радиусе кольца ускорителя центростремительное ускорение мюонов достигало значений {\displaystyle \textstyle a\sim 10^{18}g} (где {\displaystyle \textstyle g=9{,}8} м/c² — стандартное ускорение свободного падения), но это не влияло на скорость распада мюонов.

### Замедление времени при космическом полёте
Эффект замедления времени проявляется при космических полётах с релятивистскими скоростями. Такой полёт в одну сторону может состоять из трёх этапов: набор скорости (разгон), равномерное движение и торможение. Пусть по часам неподвижной системы отсчёта длительности разгона и торможения одинаковы и равны {\displaystyle \textstyle \tau _{1}}, а этап равномерного движения длится время {\displaystyle \textstyle \tau _{2}}.
Если разгон и торможение проходят релятивистски равноускоренно (с параметром собственного ускорения {\displaystyle \textstyle a}), то по часам корабля пройдёт время:
{\displaystyle \tau _{0}={\frac {2c}{a}}\,\ln \left[{\frac {a\tau _{1}}{c}}+{\sqrt {1+\left({\frac {a\tau _{1}}{c}}\right)^{2}}}\right]+{\frac {\tau _{2}}{\sqrt {1+(a\tau _{1}/c)^{2}}}}.}
За время разгона корабль достигнет скорости:
{\displaystyle v={\frac {a\tau _{1}}{\sqrt {1+(a\tau _{1}/c)^{2}}}},}
пройдя расстояние
{\displaystyle x={\frac {c^{2}}{a}}\left[{\sqrt {1+(a\tau _{1}/c)^{2}}}-1\right].}
Рассмотрим гипотетический полёт к звёздной системе Альфа Центавра, удалённой от Земли на расстояние в 4,3 световых года. Если время измеряется в годах, а расстояния — в световых годах, то скорость света {\displaystyle \textstyle c} равна единице, а единичное ускорение a = 1 св. год/год² = 9,5 м/c² близко к стандартному ускорению свободного падения.
Пусть половину пути космический корабль двигается с единичным ускорением, а вторую половину — с таким же ускорением тормозит ({\displaystyle \textstyle \tau _{2}=0}). Затем корабль разворачивается и повторяет этапы разгона и торможения. В этой ситуации время полёта в земной системе отсчёта составит примерно 12 лет, тогда как по часам на корабле пройдёт 7,3 года. Максимальная скорость корабля достигнет 0,95 от скорости света.

### Особенности метода измерения релятивистского замедления времени

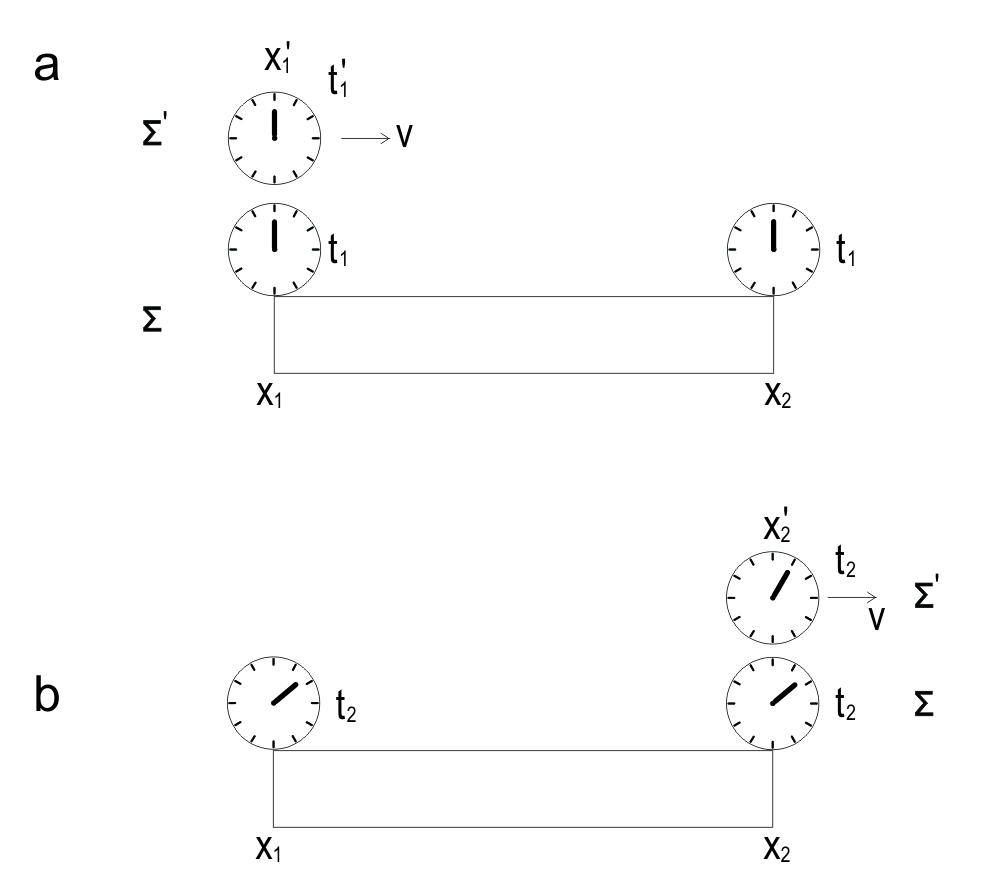
Рис. 1

Метод измерения релятивистского замедления времени имеет свою особенность. Она заключается в том, что показания двух движущихся друг относительно друга часов (и длительности жизни двух движущихся друг относительно друга мюонов) непосредственно сравнивать невозможно. Можно говорить, что единичные часы идут всегда замедленно по отношению к множеству синхронно идущих часов, если единичные часы движутся относительно этого множества. Показания же множества часов пролетающих мимо единичных часов, напротив, всегда меняются ускоренно по отношению к часам единичным. В этой связи термин «замедление времени» является бессмысленным без указания того, к чему это замедление относится — к единичным часам или к множеству синхронизированных и покоящихся друг относительно друга часов.

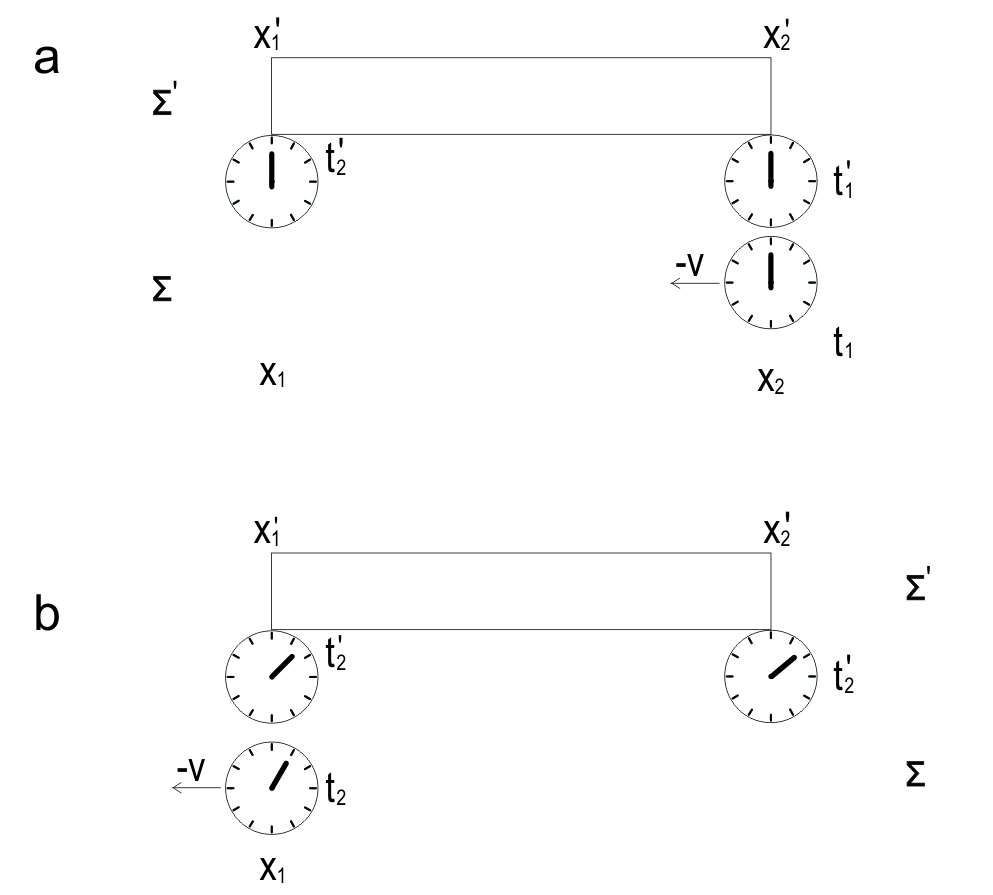
Рис. 2

Это можно продемонстрировать с помощью опыта, схема которого изображена на рис. 1. Движущиеся со скоростью {\displaystyle v} часы, измеряющие время {\displaystyle t'}, проходят последовательно мимо точки {\displaystyle x_{1}} в момент {\displaystyle t_{1}} и мимо точки {\displaystyle x_{2}} в момент {\displaystyle t_{2}}.
В эти моменты производится сравнение положений стрелок движущихся часов и соответствующих неподвижных часов, находящихся рядом с ними.
Пусть за время движения от точки {\displaystyle x_{1}} до точки {\displaystyle x_{2}} стрелки движущихся часов отмерят промежуток времени {\displaystyle \tau _{0}}, а стрелки часов 1 и 2, предварительно синхронизированных в неподвижной системе {\displaystyle \sum }, отмерят промежуток времени {\displaystyle \tau }. Таким образом,
{\displaystyle \tau '=\tau _{0}=t'_{2}-t'_{1},}
{\displaystyle \tau =t_{2}-t_{1}} (1)
Но согласно обратным преобразованиям Лоренца имеем
{\displaystyle t_{2}-t_{1}={(t'_{2}-t'_{1})+{v \over c^{2}}(x'_{2}-x'_{1}) \over {\sqrt {1-v^{2}/c^{2}}}}} (2)
Подставляя (1) в (2) и замечая, что движущиеся часы все время находятся в одной и той же точке движущейся системы отсчёта {\displaystyle \sum '}, то есть что
{\displaystyle x'_{1}=x'_{2}} (3)
получаем
{\displaystyle \tau ={\tau _{0} \over {\sqrt {1-v^{2}/c^{2}}}},\qquad (t_{0}=\tau ').} (4)
Эта формула означает, что промежуток времени, отмеренный неподвижными часами, оказывается большим, чем промежуток времени, отмеренный движущимися часами. Но это и означает, что движущиеся часы отстают от неподвижных, то есть их ход замедляется.
Формула (4) так же обратима, как и соответствующая формула для длин линеек
{\displaystyle l=l_{0}{\sqrt {1-v^{2}/c^{2}}}.}
Однако, написав формулу в виде
{\displaystyle \tau _{0}={\tau  \over {\sqrt {1-v^{2}/c^{2}}}},} (5)
мы должны иметь в виду, что {\displaystyle \tau '=\tau _{0}=t'_{2}-t'_{1},} и {\displaystyle \tau =t_{2}-t_{1}} измеряются уже не в опыте, изображённом на рис. 1, а в опыте, изображённом на рис. 2. В этом случае, согласно преобразованиям Лоренца
{\displaystyle t'_{2}-t'_{1}={(t_{2}-t_{1})-{v \over c^{2}}(x_{2}-x_{1}) \over {\sqrt {1-v^{2}/c^{2}}}}} (6)
при условии
{\displaystyle x_{2}=x_{1}} (7)
получаем формулу (5).
В схеме опыта, изображённого на рис. 1, тот результат, что часы 2 оказались впереди движущихся часов, с точки зрения движущейся системы {\displaystyle \sum '} объясняется тем, что часы 2 с самого начала шли не синхронно с часами 1 и опережали их (в силу неодновременности разобщённых событий, одновременных в другой движущейся системе отсчёта).
Таким образом, исходя из относительности одновременности пространственно разделённых событий замедление движущихся часов не является парадоксальным.

## Космологическое замедление времени
В расширяющейся Вселенной, согласно общей теории относительности, космологическое расширение также влияет на наше восприятие времени, из-за чего далекие космические события происходят медленнее, чем современные. Этот эффект был предсказан Эйнштейном в 1915 году и экспериментально подтвержден в 2023 году. Было установлено, что в молодой Вселенной, через 1 миллиард лет после Большого Взрыва, время текло примерно в 5 раз медленнее, чем сейчас.

## Гравитационное замедление времени
Форма замедления времени, фактическая разница прошедшего времени между двумя событиями, измеренная наблюдателями, находящимися на разных расстояниях от гравитирующей массы называется гравитационным замедлением времени. Чем ниже гравитационный потенциал (чем ближе часы к источнику гравитации), тем медленнее течёт время, ускоряющееся с увеличением гравитационного потенциала (часы удаляются от источника гравитации). Гравитационное замедление времени впервые было предсказано Альбертом Эйнштейном в 1907 году как следствие специальной теории относительности в ускоренных системах отсчёта. В общей теории относительности считается разницей в прохождении собственного времени в разных положениях, описываемых метрическим тензором пространства-времени. Существование гравитационного замедления времени было впервые подтверждено непосредственно экспериментом Паунда-Ребки в 1959 году.
Было продемонстрировано, что атомные часы на разных высотах (и, следовательно, в точках с различным гравитационным потенциалом) будут показывать разное время. Эффекты, обнаруженные в таких наземных экспериментах, чрезвычайно малы, а различия измеряются в наносекундах. Относительно возраста Земли в миллиарды лет ядро Земли фактически на 2,5 года моложе своей поверхности. Демонстрация больших эффектов потребует больших расстояний от Земли или большего гравитационного источника.